# Thoma Vuille
Pour les articles homonymes, voir Vuille.
Thoma Vuille est un peintre d'art urbain franco-suisse né le 16 juillet 1977 à Boudry, dans le canton de Neuchâtel. Il est le créateur de la série graphique des M. CHAT, personnage félin souriant créé dans les rues d'Orléans dans une démarche alliant optimisme, transgression et culture de proximité.

## Biographie
Thoma Vuille commence la peinture de rue à l'acrylique à 15 ans, en mémoire de son grand-père, peintre en bâtiment. Après un bac professionnel en génie civil, il est élève à l'ancien Institut d'arts visuels d'Orléans désormais École Supérieure d'Art et de Design d'Orléans de 1995 à 2001. Il se fait connaître comme auteur de la série M. CHAT, créations graphiques représentant un chat jaune orangé arborant un large sourire, généralement réalisé à la peinture acrylique sur des murs. L'idée lui vient en 1997 au cours d'un atelier dans une école orléanaise durant lequel une petite fille réalise un dessin de chat qui inspire l'artiste. Celui-ci entreprend alors de peindre son chat sur les murs de la ville d'Orléans, de préférence au niveau des toits, avec pour seul objectif de « mettre de l’humain et de l’amour dans la ville : Orléans était une ville plutôt grise et on avait besoin d’un peu de Soleil partout ». Il entend ainsi véhiculer l'optimisme de cet animal au large sourire. Il signe ses œuvres d'un mystérieux « M. CHAT », pour « savoir si un dessin peut vivre sans créateur ». Il laisse ainsi croire que derrière ces graffitis se cache un collectif d'artistes. Thoma Vuille entame alors une carrière internationale. Il peint son M. CHAT à Tours, Nantes, Saint-Étienne, Paris, Londres, Vienne, Genève et New-York, puis le désormais célèbre chat apparaît en 2004 sur l'esplanade du Centre Pompidou pour le téléfilm Chats perchés de Chris Marker, en 2005 sur le tramway de Sarajevo, en 2006 dans une manifestation new-yorkaise.
Le 18 mars 2007, Thoma Vuille est pris en flagrant délit par la police municipale alors qu'il décore un mur d'Orléans. Il est ainsi contraint de révéler l'identité du créateur de M. CHAT, mais la justice ne prononce à son encontre qu'une peine symbolique de 300 euros d'amende avec sursis. Il abandonne alors son statut de graffeur underground pour travailler en partenariat avec des institutions, comme la ville d'Orléans ou le Conseil régional de Poitou-Charentes. Cette évolution est parfois décriée car elle est interprétée comme un renoncement à une démarche critique et comme une marchandisation du concept de M. CHAT, ce dont l'artiste se défend en avançant que son art atteint sa maturité et qu'après dix ans au RMI, il aspire à vivre de son travail. Il garde par ailleurs une attitude permissive avec le milieu urbain qu'il est possible, selon lui, de s'approprier en dépit des interdictions légales. Ainsi, en 2008, il cautionne l'usage illicite d'un vélo public trouvé dans la rue en avançant que ce service doit être pratique et accessible « jusqu'au bout », quitte à accepter des vols si c'est pour que les utilisateurs « s’en gavent jusqu’à plus soif». 

M. Chat dans la station de métro Châtelet à Paris le 7 juillet 2014

De même, en 2014, il justifie la peinture, non autorisée par la RATP, de son M. CHAT au métro Châtelet en posant à nouveau la question de l'appropriation de l'espace public : « Est-ce qu'en tant qu'usager, on peut avoir des idées sur la décoration de notre environnement ? Mon dessin est-il vraiment plus offusquant que les dizaines de publicités affichées en permanence dans les couloirs du métro? ». À la question « Quelles sont vos obsessions et comment nourrissent-elles votre travail ? », il répond « Le rapport à l’autorité et la transgression qui en découle ».

## Œuvre
Le travail de Thoma Vuille consiste en une déclinaison constante de la figure de M. CHAT, dont le trait s'est assuré au fil des ans. Le dessin est simple, la ligne claire : le chat jaune et souriant fait au premier abord l'effet d'un logo. Toutefois, il ne saurait être ainsi réduit : « Le chat ne se décline pas en logotype, mais furtivement nous captive ». Issu du street art, il déploie sa « silhouette cartoonesque » dans de multiples positions, de face ou de profil, avec ou sans ailes, seul ou accompagné. M. CHAT possède une forte identité, mais qui « supporte les variations ». Sa simplicité même lui permet d'atteindre une dimension symbolique.
Le sourire de M. CHAT, déjà présent sur le dessin de la petite fille qui l'a inspiré, constitue un élément d'explication à l'attrait exercé par l'œuvre de Thoma Vuille et contribue à en faire, selon Nora Monnet, « une manifestation de bienveillance à destination universelle, une proposition poétique ouverte sur le monde ». Il évoque le « grinning cat » de Lewis Carroll par son caractère énigmatique et fascinant.
En s'émancipant de la peinture de rue, l'art de Thoma Vuille a pris une autre dimension. Ses performances, en s'éloignant de l'univers individualiste du graffiti, visent à contourner les réticences habituelles et à partager l'art au sein d'une culture de proximité.

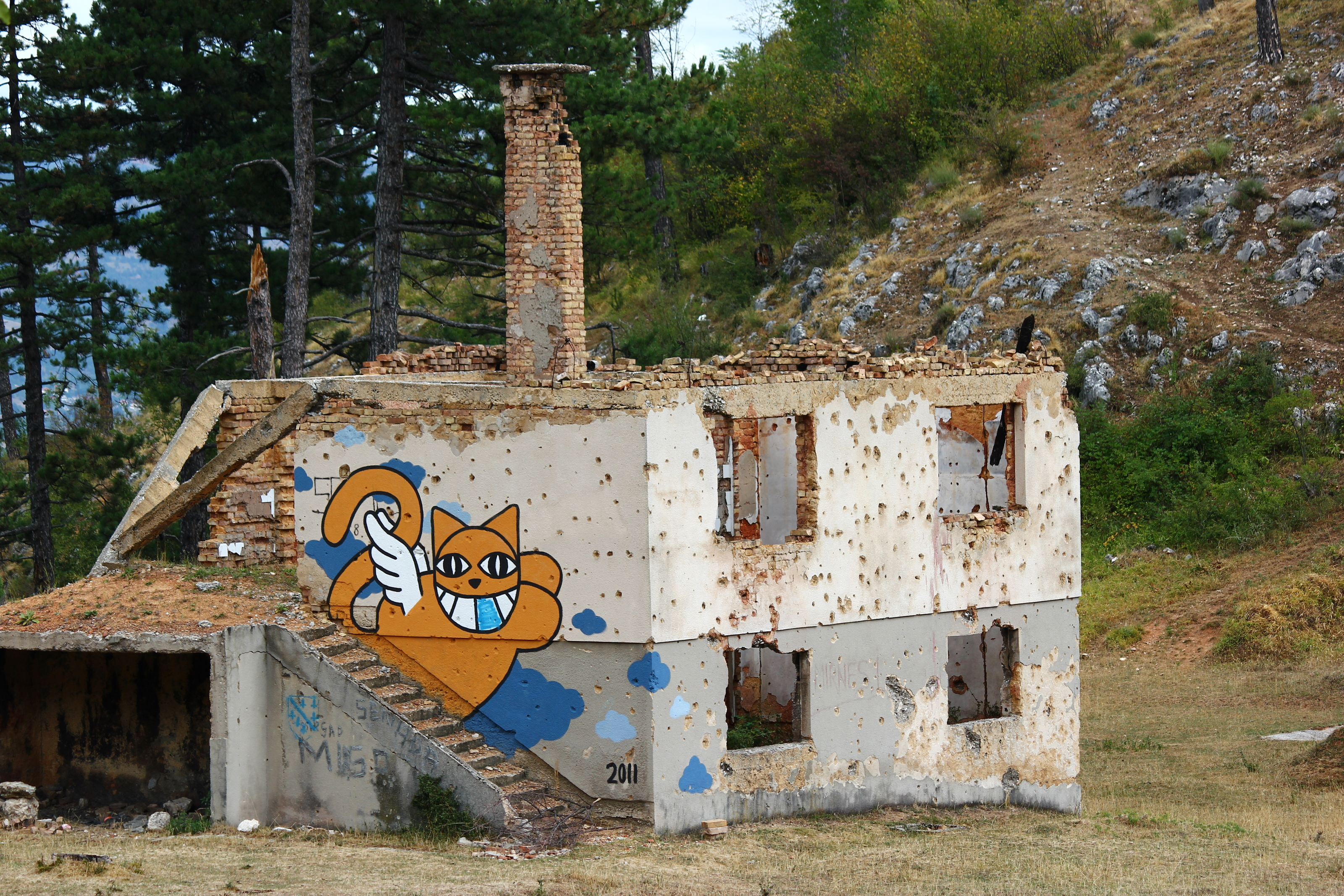
M. chat sur une ruine de Sarajevo Trebevic

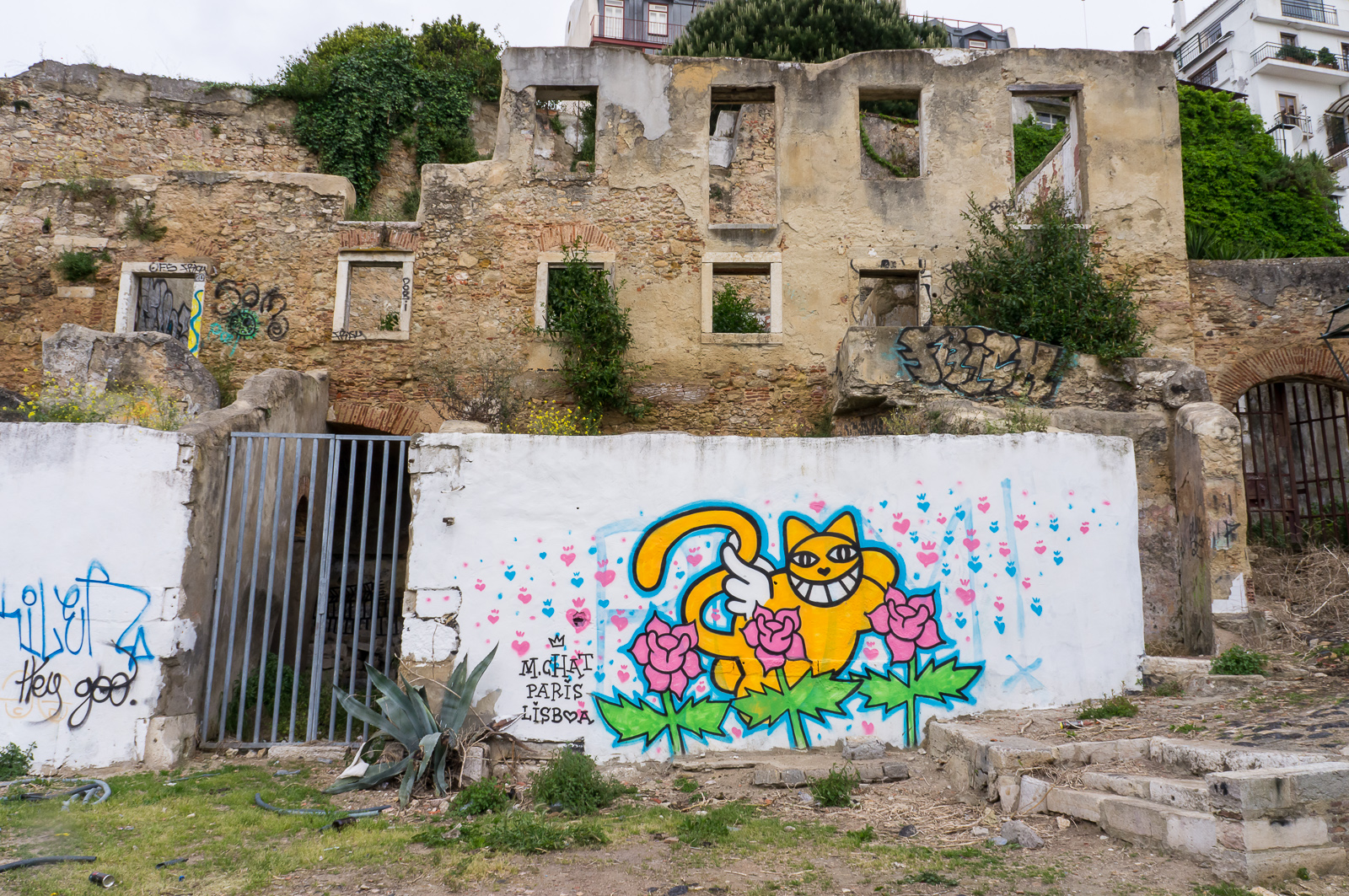
M. chat sur un mur de Lisbonne au Portugal